# Ange-Jacques Gabriel
Ange-Jacques Gabriel, též Jacques-Ange Gabriel (23. října 1698 v Paříži – 4. ledna 1782 tamtéž), byl francouzský architekt a v letech 1742 až 1775 první dvorní architekt (Premier architecte du Roi) Ludvíka XV. Patří mezi významné představitele francouzského klasicismu.

## Život
Gabriel pocházel z významné rodiny architektů. V 16. století vytvořil jeho pradědeček Jacques starou radnici v Rouenu, jeho děd Jacques Gabriel (kolem 1630-1686) byl stavitelem zámku Choisy a postavil most Pont Royal (1685-1689) v Paříži. Jeho otec Jacques Gabriel (1667-1742), příbuzný a žák Julese Hardouina-Mansarta a manžel Elisabeth Besnier, se stal prvním dvorním architektem (v roce 1734 nebo 1735). Postavil městské paláce Hôtel de Varengeville (1704) a Hôtel de Peyrenc de Moras (1728, později Hôtel Biron) v Paříži, vytvořil radnici v Lyonu, Palais des Etats v Rennes a Place du Palais, poté působil v Bordeaux, kde v roce 1728 zahájil výstavbu Place Royale (nyní Place de la Bourse).
Ange-Jacques Gabriel toto náměstí v Bordeaux dokončil. Pracoval též na zámku ve Versailles, zejména na Dvorní opeře, postavil Petit Trianon a École militaire v Paříži. Navrhl také plány pro Place de la Concorde v Paříži a pro fasády budov, které toto náměstí uzavírají na severu.
V roce 1775 odstoupil ze zdravotních důvodů ze své funkce dvorního architekta a Ludvík XVI. mu přiznal apanáž. V roce 1780 byl již natolik zesláblý, že již nemohl psát a důležité dokumenty za něj podepisovala jeho žena.
Ange-Jacques Gabriel zemřel 4. ledna 1782 ve věku 83 let v Paříži.

## Výběr z díla
- 1740–1777: Zámek v Choisy, rozšíření a přestavba. Palácový komplex byl v 19. století z velké části zničen.
- 1751–1780: École militaire, Paříž
- 1751-1788: Zámek v Compiègne, kde navázal na svého otce
- 1755: Place Royale (nyní Place de la Bourse), Bordeaux, dokončil po svém otci
- 1756-1772: Place Louis XV (nyní Place de la Concorde ), Paříž. Ange-Jacques Gabriel vyhotovil definitivní plány, soutěž byla vyhlášena v roce 1748.
- 1760–1764: Petit Trianon, Versailles
- 1764-1770: Dvorní opera ve Versailles
- 1771-1775: pavilon Gabriel zámku ve Versailles

## Ocenění
- 1728: Člen Académie royale d'architecture (Královská akademie architektury) a později prezident Académie až do své smrti v roce 1782.

## Potomstvo
Oženil se s Catherine Angélique Delamotte (nar. 1711), dcerou Jeana Delamotta, prvního tajemníka vévody z Antinu, a Catherine Magnier, se kterou měl dva syny:
- Ange Antoine Gabriel (pokřtěn 16. září 1735 v kostele Notre-Dame ve Versailles, pozdější dvorní architekt
- Ange Charles Gabriel (pokřtěn 29. června 1738 v kostele Notre-Dame ve Versailles), pozdější námořní důstojník a rovněž dvorní a finanční zástupce královny